# Manuel Akanji
Manuel Obafemi Akanji (sinh ngày 19 tháng 7 năm 1995) là một cầu thủ bóng đá chuyên nghiệp người Thụy Sĩ hiện đang thi đấu ở vị trí trung vệ cho câu lạc bộ Premier League Manchester City và đội tuyển bóng đá quốc gia Thụy Sĩ.

## Sự nghiệp câu lạc bộ

### Sự nghiệp cấp độ trẻ và thời gian đầu sự nghiệp
Sinh ra ở Neftenbach, Akanji bắt đầu sự nghiệp thời trẻ của mình với câu lạc bộ địa phương ở Wiesendangen. Vào tháng 5 năm 2007, Akanji thay đổi câu lạc bộ và là cầu thủ của đội trẻ cho FC Winterthur, thi đấu cho đội U18 của họ và sau đó là đội thứ hai của họ. Tại Challenge League 2014–15, anh ấy trở thành cầu thủ thường xuyên đá chính cho Winterthur sau khi chơi hai trận cho họ trong nửa sau của mùa giải 2013–14.

### Basel
Vào ngày 15 tháng 4 năm 2015, có thông báo rằng Akanji sẽ chuyển đến Basel cho mùa giải Super League 2015–16. Anh có trận ra mắt tại Swiss Super League vào ngày 26 tháng 9 năm 2015 khi được thay ra trong trận đấu với FC Lugano. Dưới sự dẫn dắt của huấn luyện viên Urs Fischer, Akanji đã giành chức vô địch Swiss Super League vào cuối mùa giải 2015–16 Super League và vào cuối mùa giải 2016–17 Super League lần thứ hai. Đối với câu lạc bộ, đây là danh hiệu thứ tám liên tiếp và là danh hiệu vô địch thứ 20 của họ. Họ cũng đã giành được Swiss Cup lần thứ mười hai, nghĩa là họ đã giành được cú đúp lần thứ sáu trong lịch sử câu lạc bộ.
Với tư cách là nhà vô địch Thụy Sĩ, Basel đủ điều kiện tham dự UEFA Champions League 2017–18 và bắt đầu ở vòng bảng. Akanji đã chơi cả sáu trận trong 90 phút trọn vẹn và giúp đội cán đích ở vị trí thứ hai trong bảng, qua đó đủ điều kiện vào vòng tiếp theo. Vào ngày 15 tháng 1 năm 2018, Basel thông báo rằng Akanji đã chuyển đến Borussia Dortmund.

### Borussia Dortmund
Akanji chuyển đến Borussia Dortmund vào ngày 15 tháng 1 năm 2018 trong kỳ chuyển nhượng mùa đông với mức phí được báo cáo là 18 triệu euro. Anh ký hợp đồng 4 năm rưỡi có thời hạn đến tháng 6 năm 2022. Vào ngày 27 tháng 9, Akanji ghi bàn thắng đầu tiên cho câu lạc bộ và bàn thắng đầu tiên tại Bundesliga trong chiến thắng 7–0 trước 1. FC Nürnberg. Akanji đã bị chỉ trích rất nhiều vì những sai lầm đắt giá của anh ấy trong trận đấu thất bại của Dortmund trước Bayern trong mùa giải 2019–20. Akanji là một trong những cầu thủ chính được coi là mắt xích yếu trong đội.

### Manchester City
Vào ngày 1 tháng 9 năm 2022, Akanji gia nhập nhà vô địch Premier League Manchester City, ký hợp đồng có thời hạn đến năm 2027 với mức phí được báo cáo là 15 triệu bảng. Anh ra mắt Man City năm ngày sau đó, đá chính trong chiến thắng 4–0 trên sân khách trước Sevilla tại vòng bảng UEFA Champions League.  Anh ra mắt Premier League vào ngày 17 tháng 9, đá chính trong chiến thắng 3–0 trước Wolverhampton Wanderers. Anh được bình chọn là cầu thủ xuất sắc nhất tháng của Etihad trong tháng 10.

## Sự nghiệp quốc tế
Akanji đã có hai lần ra sân cho đội tuyển quốc gia U-20 Thụy Sĩ. Trận ra mắt của anh ấy là vào ngày 7 tháng 9 năm 2014 trong trận hòa 0–0 trước đội tuyển quốc gia U-20 Đức. Từ năm 2014, anh là thành viên của đội U-21 Thụy Sĩ và có trận ra mắt đầu tiên cho đội tuyển vào ngày 26 tháng 3 trong trận thua 0-3 trước đội tuyển U-21 Ý. Akanji đã có trận ra mắt chính thức trong màu áo đội tuyển quốc gia trong chiến thắng 2–0 trước Quần đảo Faroe ở trận đấu thuộc vòng loại World Cup 2018 vào ngày 9 tháng 6 năm 2017. Anh ấy đã chơi trọn vẹn 90 phút. Anh có tên trong danh sách 23 cầu thủ của đội tuyển Thụy Sĩ tham dự FIFA World Cup 2018 tại Nga.
Vào tháng 5 năm 2019, anh đã chơi trong Vòng chung kết UEFA Nations League 2019, ở đây đội của anh đã kết thúc ở vị trí thứ 4. Vào năm 2021, anh được gọi vào đội tuyển quốc gia để tham dự UEFA Euro 2020.
Akanji ghi bàn thắng quốc tế đầu tiên vào lưới Tây Ban Nha trong chiến thắng 2–1 tại UEFA Nations League vào ngày 24 tháng 9 năm 2022.
Akanji ghi bàn thắng duy nhất cho đội tuyển quốc gia Thụy Sĩ trong trận thua 6–1 trước Bồ Đào Nha tại FIFA World Cup 2022 vào ngày 7 tháng 12 năm 2022.

## Đời tư
Akanji sinh ra ở Neftenbach, Thụy Sĩ với mẹ là người Thụy Sĩ và cha là người Nigeria. Anh ấy có hai chị gái, một trong số đó (Sarah) là một cầu thủ bóng đá và chính trị gia của Đảng Dân chủ Xã hội.
Vào năm 2017, khi đã là một cầu thủ chuyên nghiệp, anh ấy đã hoàn thành khóa đào tạo nghề của mình với tư cách là một thợ buôn (″Kaufmann″). Trong Swiss TV năm 2018, anh ấy đã thể hiện kỹ năng tính nhẩm xuất sắc.

## Thống kê sự nghiệp

### Quốc tế
Tính đến ngày 26 tháng 3 năm 2024.
| Thụy Sĩ   | Thụy Sĩ | Thụy Sĩ   |
| Năm       | Số trận | Bàn thắng |
| --------- | ------- | --------- |
| 2017      | 4       | 0         |
| 2018      | 9       | 0         |
| 2019      | 9       | 0         |
| 2020      | 3       | 0         |
| 2021      | 13      | 0         |
| 2022      | 9       | 2         |
| 2023      | 9       | 1         |
| 2024      | 2       | 0         |
| Tổng cộng | 58      | 3         |

Bàn thắng và kết quả của Thụy Sĩ được để trước.
| # | Ngày                 | Địa điểm                                        | Đối thủ     | Bàn thắng | Kết quả | Giải đấu                    |
| - | -------------------- | ----------------------------------------------- | ----------- | --------- | ------- | --------------------------- |
| 1 | 24 tháng 9 năm 2022  | Sân vận động La Romareda, Zaragoza, Tây Ban Nha | Tây Ban Nha | 1–0       | 2–1     | UEFA Nations League 2022–23 |
| 2 | 6 tháng 12 năm 2022  | Sân vận động Lusail Iconic, Doha, Qatar         | Bồ Đào Nha  | 1–5       | 1–6     | FIFA World Cup 2022         |
| 3 | 15 tháng 10 năm 2023 | Kybunpark, St. Gallen, Thụy Sĩ                  | Belarus     | 2–3       | 3–3     | Vòng loại UEFA Euro 2024    |

## Danh hiệu
FC Basel
- Swiss Super League: 2015–16, 2016–17[cần dẫn nguồn]
- Swiss Cup: 2016–17[27]

Borussia Dortmund
- DFB-Pokal: 2020–21
- DFL-Supercup: 2019

Manchester City
- Premier League: 2022–23,[28] 2023–24
- FA Cup: 2022–23[29]
- FA Community Shield: 2024
- UEFA Champions League: 2022–23[30]
- UEFA Super Cup: 2023
- FIFA Club World Cup: 2023